# Oiceoptoma noveboracense
Oiceoptoma noveboracense es una especie de escarabajo carroñero del género Oiceoptoma, categorizada en la tribu Silphini, de la subfamilia Silphinae. Fue descrita por J.R.Forster en 1771.

## Distribución
Se distribuye por América del Norte: Canadá (Alberta, Manitoba, New Brunswick, Ontario, Quebec, Saskatchewan) y Estados Unidos de América (Alabama, Arkansas, Colorado, Connecticut, Georgia, Illinois, Indiana, Iowa, Kansas y Kentucky).